# Battaglia del Gediz
La battaglia del Gediz fu combattuta tra le forze turche del Kuva-yi Milliye e le forze greche nei pressi del fiume Gediz nella città di Gediz tra il 24 ottobre e il 12 novembre 1920. Le forze turche attaccarono Gediz per scoprire se una forza composta principalmente da forze irregolari potesse competere con l'esercito greco in una battaglia più ampia. La battaglia dimostrò inoltre che le forze irregolari mancavano di disciplina ed esperienza e avevano poche possibilità nelle battaglie in campo aperto contro i greci. Le esperienze maturate in questa battaglia portarono il governo provvisorio turco della Grande Assemblea Nazionale alla conclusione che sarebbe stato necessario d'allora in poi stabilire e combattere con un esercito regolare contro l'esercito greco al posto delle forze irregolari.